# Eburodacrys luederwaldti
Eburodacrys luederwaldti är en skalbaggsart som beskrevs av Julius Melzer 1922. Eburodacrys luederwaldti ingår i släktet Eburodacrys och familjen långhorningar. Inga underarter finns listade i Catalogue of Life.